# 花の太一郎
『花の太一郎』（はなのたいちろう）は、松田一輝による日本の漫画作品。『月刊少年チャンピオン』（秋田書店）に1981年から1984年にかけて連載された。単行本は全５巻となるが1983年3月号から1984年11月号（最終話）については未収録

## 登場人物

### 主人公側の人物
山川 太一郎
私立アルファ学園に転向してきた中学１年生。
立花 ゆかり
私立アルファ学園のクラスメイト。学園のモーターズクラブのクラブ員
柴 利彦
暴走族ブラックデビルのリーダー。太一郎とタイマンで負けるがその後仲間に
腹黒 鶴之助
高極連の会長。巨漢

### 赤いトラ
竜将星
赤いトラの総帥。仮面を被り右腕が鉤爪の義手となっている。残忍な性格で失敗した部下は容赦なく処刑する。
蟷螂拳の使い手
猫目
赤いトラ支部長。名のとおり暗闇で目が利き、その能力で太一郎を苦しめる。
霊鬼
赤いトラ第２の刺客。目が不自由だが心眼・居合い切りの達人
アイアンジョーンズ
赤いトラ第３の刺客。鉄の鎧を装着し鋼鉄の歯で太一郎、鶴之助を苦しめる。
オーカス
赤いトラ第４の刺客。戦闘マシーン「レッド・タイガー号」を操縦し太一郎に戦いを挑む。
幻夢
赤いトラ第５の刺客。地獄界（ヘルワールド）といわれる幻覚を見せる能力を持つ。
蜂村ヨーコ
私立アルファ学園に転向し太一郎に近づく。
氷河吹雪（単行本未収録）
私立アルファ学園の学園祭催し物を利用し太一郎抹殺を図る。催眠術や雹つぶての使い手
シャーク兄弟（単行本未収録）
双子の兄弟。アイアンジョーンズは弟にあたる。